# Jitender Kumar
Jitender Kumar (født 18. juli 1988 i Bhiwani) er en indisk amatørbokser, som konkurrerer i vægtklassen fluevægt. Kumar har ingen større internationale resultater, og fik sin olympiske debut da han repræsenterede Indien under Sommer-OL 2008. Her blev han slået ud i kvartfinalen af Georgy Balakshin fra Rusland i samme vægtklasse.